# Bengt Gösta Hansson
Bengt Gösta Hansson, född 21 mars 1912 i Nacka, Stockholms län, död 15 augusti 1940 i Boo församling, var en svensk målare. Från 1933 gift med Kylikki Uskela (1911–1991). Hansson studerade konst i Finland och under resor utomlands. Hans konst består av landskap med djur i skogsterräng.